# Alain Rais
Alain Rais, né le 28 décembre 1932 à Bordeaux mort le 7 juin 2011 à Crest, est un romancier, poète, comédien et metteur en scène français.
Il collabore à la Comédie de Saint-Étienne dirigé par Jean Dasté puis fonde et dirige la compagnie dramatique "Les Spectacles de la vallée du Rhône" à partir de décembre 1962 sur l'étang de Berre puis à partir de 1968 à Valence.

## Romancier
- 1959 : Mauvais sang

## Comédien
- 1975 : M. Le Modéré d'Arthur Adamov, mise en scène Alain Rais, Festival d'Avignon
- 1988 : Orient-Hôtel de Manuel Touraille, mise en scène Claudia Stavisky, Théâtre Essaïon
- 1996 : Sainte Mère des ténèbres d'Alain Rais, mise en scène Alain Rais, Théâtre Essaïon
- 2000 : Voyager de Sophia de Mello Breyner Andresen et Henri Michaux d'après Fernando Pessoa, mise en scène Alain Rais, Lisbonne, Evora, Porto, Coïmbra et Petit-Odéon
- 2001 : Le Banquier Anarchiste de Fernando Pessoa, mise en scène Alain Rais, Théâtre de l'Opprimé
- 2006 : Traverser de Habib Tengour, mise en scène Alain Rais, Théâtre du Lucernaire

## Metteur en scène
- 1964 : Grand-peur et misère du IIIe Reich de Bertolt Brecht, La Seyne-sur-Mer
- 1972 : Un Jour mémorable pour le savant Wu, Théâtre de Nice
- 1975 : M. Le Modéré d'Arthur Adamov, Festival d'Avignon
- 1980 : Gigogne de René Escudié, Valence
- 1986 : La Nuit du 4 août d'Alain Rais, Théâtre Essaïon
- 1987 : Le Chef-d'œuvre sans queue ni tête de Yannis Ritsos, Théâtre Essaïon
- 1988 : Le Livre de l'Intranquillité de Fernando Pessoa, Théâtre 14 Jean-Marie Serreau
- 1989 : Pourquoi n'as-tu rien dit Desdémone de Christine Bruckner, Théâtre 14 Jean-Marie Serreau
- 1991 : Le Crayon de Gilles Costaz, Théâtre du Rond-Point
- 1991 : Une Mouche en novembre de Anne-Marie Kraemer, Théâtre Essaïon
- 1993 : Le Machiniste têtu  d'Alain Rais, Théâtre Essaïon
- C'est comme ça que cela commence de Fernand Léger, Théâtre de Gif-sur-Yvette
- 1994 : Les Pas en rond de Herberto Helder, Théâtre de la Vieille-Grille
- 1995 : L'Epreuve de l'arc de Habib Tengour
- 1996 : Sainte Mère des ténèbres d'Alain Rais, Théâtre Essaïon
- 1997 : L'Intranquillité et Le Banquier Anarchiste de Fernando Pessoa, Maison de la Poésie
- 1998 : L'Intranquillité de Fernando Pessoa, Maison de la Poésie
- 2000 : Voyager de Sophia de Mello Breyner Andresen et Henri Michaux d'après Fernando Pessoa, Lisbonne, Evora, Porto, Coïmbra et Petit-Odéon
- 2001 : Le Banquier Anarchiste de Fernando Pessoa, Théâtre de l'Opprimé
- 2003 : Le Poète à New York de Federico Garcia Lorca, Théâtre de Chartres, Théâtre de l'Opprimé, Théâtre national de Bordeaux en Aquitaine
- 2006 : Traverser de Habib Tengour, Théâtre du Lucernaire
- 2007 : L'Intranquillité de Fernando Pessoa, reprise avec François Marthouret, Théâtre des Bouffes du Nord, Théâtre national de Nice
- 2008 : Vous avez le bonjour de Yodok de Peter Bichsel, Alain Paulo, Bastien Pellissier, Maison du développement Culturel de Gennevilliers, 2010 : Cité de la musique